# 昇圧薬
昇圧薬（しょうあつやく）とは、血圧低下が見られた際に、血圧を上昇させ、維持することを目的として投与される薬剤のことである。降圧薬と逆の作用を持つ。

## 作用機序
昇圧薬の作用機序は、末梢血管を収縮させることにより、血管抵抗を上昇させて血圧を上昇させるもの（血管収縮薬、vasoconstrictor, vasopressor）と、心筋収縮力を上昇させて血圧を上昇させるもの（陽性変力薬、positive inotropic agent）に大別される。血管収縮薬と陽性変力薬の作用を併せ持つものもある。例えば、カテコラミンα受容体作動薬であり、β受容体作動薬でもあるアドレナリンが該当する。旧来から用いられてきた強心薬（cardiotonic）は陽性変力薬に該当するが、代表的な古典的強心薬であったジギタリス製剤の薬理作用を示すものとしてよく用いられる。

## 用途
何らかの原因により一過性に血圧が急速に低下して、輸液負荷でも改善が見られない場合に、昇圧薬の投与を開始する。

## カテコラミン製剤
カテコラミンα1受容体刺激作用のある薬剤は血管収縮薬として、カテコラミンβ1刺激作用の強い薬剤は陽性変力薬として作用する。

### ドーパミン（DOA）
ドーパミンは内因性カテコラミンであり、ノルアドレナリンの前駆物質である。血圧の維持と利尿効果を期待することができる。
近年ではこれらの製品はキット化されている。
具体的な量としては、利尿作用を期待する場合は3µg/kg/minから開始する場合が多い。血圧維持目的でも3µg/kg/minから開始して3～10µg/kg/minで維持されることが多いが、低～中用量で利尿作用があるため、純粋に血圧を維持したいのならば次項のドブタミンの方が使いやすい。

### ドブタミン（DOB）
ドブタミンは合成カテコラミンであり、強力なβ1刺激作用をもつ。商品名としてはドブトレックスが有名である。通常は5µg/kg/minから開始し、20µg/kg/minまで増量可能である。心臓の酸素消費量がドパミンほど増加しないこと、不整脈の発生頻度が低いことから、虚血性心疾患で好まれる。

### ノルアドレナリン（NA）
ノルアドレナリンは内因性カテコラミンであり、強力なα作用とβ1作用をもつ。ノルアドリナリンの商品名で広く流通している。血圧が上昇する際に末梢の循環は悪化するものの、主要部位の血流は保たれる。ただし、心収縮不全の場合は不整脈を起こしやすく、後負荷が増大するため、心疾患では使いにくい。0.03～0.3µg/kg/minで維持されることが多い。5%ブドウ糖液に溶解させることが多い。
体重が測定できない場合には、ノルアドレナリン6アンプル(6mg)を5％ブドウ糖液に溶解して48mlとし、2ml/hrで管理するという方法が知られている。この場合、体重50kgにて0.083µg/kg/minとなる。

### アドレナリン（Ad）
アドレナリンはノルアドレナリン以上に強力なα作用とβ作用をもつ。商品名としてはボスミンが有名である。心肺蘇生、アレルギー疾患、ショックの対応で用いられる。心肺蘇生時は1mgを3分～5分間隔で静注していく。

### フェニレフリン塩酸塩
フェニレフリンは選択的α1刺激薬である。β作用がないため心疾患の患者でも扱いやすい。商品名としてはネオシネジン（興和）が有名である。ネオシネジンの場合、1アンプルあたり1mg含まれているため、これを生理食塩水で10mlに希釈し、1～2ml (0.1～0.2mg) の量で使用していく。持続投与する場合は0.03～0.3µg/kg/minで維持するので、体重50kgの場合はネオシネジン5アンプル（5mg）を5%ブドウ糖液で100mlに希釈し、2ml/hr(0.03µg/kg/min)から開始する。全身麻酔などで一過性の低血圧が起こる際に用いる薬物である。

### エフェドリン
エフェドリン（商品名もエフェドリン）はα、βの両作用をもつ。全身麻酔などで一過性の低血圧が起こる際に用いる薬物である。

## 強心剤

### ジギタリス
ジギタリス製剤には経口薬のほか、静注薬も存在する。
製剤のジゴキシンはNa+/K+-ATPaseを阻害し、細胞内Na+濃度を高くすることでNa+/Ca+交換系を賦活させ、これによって心収縮力を増加させる。また、房室伝導も阻害することが知られている。
ジギタリス中毒の症状としてはPAT with blockや盆状ST低下といった心電図変化が有名であるが、自覚症状としては消化器症状や視覚障害が多い。カルシウム拮抗剤やβ遮断薬の併用、低カリウム血症、あるいはそれを起こすループ利尿薬投与の場合には中毒のリスクが高くなる。
急性心不全で強心作用がほしい場合はカテコラミンが用いられ、慢性心不全では他の心不全治療薬と併用されることがある。
なお、ジギタリス自体には心不全の予後改善効果はない。そのため、陰性変時作用を利用して、心房細動のレートコントロールに用いられることもある。
ジギタリスは腎臓から排泄されるため、腎機能低下時は半量投与となることがある。目安としては、70歳以上ならば0.125mgとすることが多い。肝代謝のジゴトキシン製剤（ジギトキシン錠）も存在する。
ジギタリス中毒が発生したときにはまずジギタリスの投与を中止し、心室性不整脈に対してはキシロカインやアレビアチンの投与を行い、同時に血中カリウム濃度のモニタリングをする。

### PDEⅢ阻害薬
血管拡張作用と陽性変力作用を併せ持つことから、inodilatorと分類される。陽性変力作用による心拍出量増加による血圧上昇作用が、血管拡張作用による血圧低下作用打ち勝つとは限らないことから、厳密な意味での昇圧薬には該当しない。
サイクリックAMPを分解するPDEⅢを阻害することで細胞内Ca+濃度を高め、それによって心収縮を増加させる作用がある。β1受容体を介さないため、β受容体のダウンレギュレーションは起こらない。血管平滑筋にも作用し、末梢の血管拡張作用もある。血管拡張の際に必要となる心収縮力を補えるため使いやすいものの、心収縮力改善という点ではカテコラミンに劣る。具体的な用法としては、肺高血圧を合併しているとき、拡張障害や後負荷の上昇が伴っているとき、カテコラミンの感受性が低下しているとき、カテコラミンの催不整脈作用を避けたいときに、カテコラミンと併用で用いられる場合が多い。
オルプリノン（コアテック）
維持量は0.1～0.3µg/kg/minである。オルプリノンは1アンプル10mlに5mg含まれているため、5%ブドウ糖液50mlで溶解すると0.1mg/mlとなり、このとき、体重50kgならば3～9ml/hrが維持量となる。ミルリノン（次項）よりも血小板減少の副作用が少ない。
ミルリノン（ミルリーラ）
維持量は0.25～0.75µg/kg/minである。ミルリノンは1アンプル10mlに10mg含まれているため、2アンプルを5%ブドウ糖液100mlで溶解すると0.2mg/mlとなり、このとき、体重50kgならば3.75～11.25ml/hrが維持量となる。原液のまま1ml/hrから開始することもできる（このときの量は0.33µg/kg/minとなる）。

### 経口強心薬
経口投与可能なカテコラミンやPDEⅢ阻害薬に相当する薬剤である。閉塞性肥大型心筋症では慎重投与となる。

#### デノパミン（カルグート）
β１受容体を刺激し、心収縮力を高める。日量15mg～20mg（1日3回に分けて投与）とする。予後改善効果はないため、慢性心不全コントロール不十分な時に短期的に用いる。

#### ドカルパミン
商品名はタナドーパ。ドパミンのプロドラッグである。日量1g～3g（1日3回に分けて投与）でドーパミン 2µg/kg/min程度に相当する。すなわち、利尿作用が期待できる。

#### ピモベンダン（アカルディ）
心筋の収縮調節蛋白（トロポニンC）のCa2+に対する感受性増強作用とPDEⅢ活性阻害作用を併せ持つことにより陽性変力作用をあらわす心不全治療薬である。日量2.5mg～5mg（1日2回に分けて投与）とする。静注カテコラミンからの離脱に用いられることがある。

## バソプレッシン
近年では、心停止の4つの病態（心室細動・無脈性心室頻拍・心静止・無脈性電気活動）に対して用いられるようになってきた。この場合は40U投与することになる。他にも、敗血症で昇圧薬（カテコールアミン）が使えないケースに対して使用することがある。副作用としては、脾臓・四肢末梢・心臓の臓器虚血が起こる場合がある。